# Mychajl Semenko
Mychajl Vasyl'ovyč Semenko (em ucraniano:  Михайль Васильович Семенко; 31 de dezembro de 1892 em Kybynzi, Governadorado de Poltava, Império Russo - 23 de outubro de 1937 em Kiev, RSS ucraniana) foi um escritor ucraniano e expoente do futurismo ucraniano. No dia 26 de abril de 1937 ele foi preso juntamente com outros escritores ucranianos pelo NKVD e acusado de “actividades contra-revolucionárias activas”. Em 23 de outubro de 1937 ele foi condenado e no mesmo dia foi assassinado numa prisão de Kiev e depois enterrado numa vala comum na floresta de Bykivna. Em meados da década de 1960, Semenko foi reabilitado.